# Halichaetonotus genatus
Halichaetonotus genatus is een buikharige uit de familie Chaetonotidae. Het dier komt uit het geslacht Halichaetonotus. Halichaetonotus genatus werd in 1995 voor het eerst wetenschappelijk beschreven door Balsamo, Fregni & Tongiorgi. 